# Gemeenschappelijke Onderneming Stadskanaal – Ter Apel
De Gemeenschappelijke Onderneming Stadskanaal – Ter Apel (GOSTA) te Stadskanaal (toen gemeente Onstwedde) werd op 1 november 1920 opgericht door de gemeenten Onstwedde en Vlagtwedde.
Het doel was de op 1 oktober 1920 gestaakte paardentramdiensten tussen Stadskanaal en Ter Apel voort te zetten, nadat gesprekken met de Stoomtramweg-Maatschappij Oostelijk Groningen (OG) om de tramdienst op deze voormalige EGTM-route te blijven exploiteren, op niets waren uitgelopen. Op een veiling in Ter Apel konden het rollend materieel en de remise in Ter Apel worden aangekocht. De trambaan werd rechtstreeks van de OG overgenomen.
Op 7 april 1923 besloot de gemeenteraad van Onstwedde, wegens de oplopende tekorten, de GOSTA te liquideren. Op 30 april 1923 reed de paardentram voor het laatst, waarna het materieel, de remises en de rails worden verkocht. Het openbaar vervoer op de route werd door autobussen van Bergman's Autodienst te Ter Apel voortgezet.